# Hypoprotéinémie
 (avril 2020).
Si vous disposez d'ouvrages ou d'articles de référence ou si vous connaissez des sites web de qualité traitant du thème abordé ici, merci de compléter l'article en donnant les références utiles à sa vérifiabilité et en les liant à la section « Notes et références ».
L'hypoprotéinémie correspond à un déficit du taux de protéine sanguine. 
Elle est observée au cours des maladies hépatiques telles que les cirrhoses ou les hépatites grave (le foie n'arrivant plus à synthétiser une quantité suffisante de protéine), les syndromes néphrotiques, les brûlures étendues, les états de dénutrition.

## Conséquences
Les conséquences de l'hyporotéinémie sont multiples. Elles dépendent de la fonction des protéines concernées et des variations de concentrations observées par rapport aux normes physiologiques.
D'autre part, la baisse de la protéinémie est corrélée à une baisse de la pression osmotique. Il en résulte un passage de liquide du compartiment sanguin au milieu interstitiel qui aura pour but de rétablir l'équilibre des pressions. Ce mouvement liquidien peut avoir des conséquences comme l’œdème.

## Exemple
L'albumine est un des principaux constituants protéiques du sang produit par le foie. L'hypoalbuminémie qui peut être consécutive à un dysfonctionnement hépatique peut constituer un exemple d'hypoprotéinémie.